# Feyzullah Küçük
Feyzullah Küçük (* 9. Juli 1962 in Adana) ist ein ehemaliger türkischer Fußballspieler.

## Werdegang
Küçük entstamm der Jugend von Adanaspor und spielte ab Beginn der 1980er Jahre für den Klub in der höchsten Spielklasse. 1986 wechselte der Stürmer zum Ligarivalen Malatyaspor, zu dessen bester Position in der Vereinsgeschichte – der dritte Platz in der Spielzeit 1987/88 – er beitrug. Nach dem Abstieg des Klubs 1990 verblieb er in der 1. Lig und schloss sich dem Aufsteiger Bakırköyspor an. Nach einer Spielzeit zog er zu Bursaspor weiter, wo er 1992 seine aktive Laufbahn beendete.
Später war Küçük mehrere Jahre als Assistent unter verschiedenen Trainers Teil des Funktionsteams seines Heimatklubs Adanaspor. 2005 war er kurzzeitig Cheftrainer bei Osmaniyespor.